# جوناثان دوناهو
جوناثان دوناهو (بالإنجليزية: Jonathan Donahue)‏ هو مغني وموسيقي وعازف قيثارة أمريكي، ولد في 6 مايو 1966 في كينغستون في الولايات المتحدة.

## وصلات خارجية
- جوناثان دوناهو على موقع IMDb (الإنجليزية)
- جوناثان دوناهو على موقع ميوزك برينز (الإنجليزية)
- جوناثان دوناهو على موقع أول ميوزيك (الإنجليزية)
- جوناثان دوناهو على موقع ديسكوغز (الإنجليزية)
- جوناثان دوناهو على موقع قاعدة بيانات الفيلم (الإنجليزية)